# Le Chambon-sur-Lignon
Le Chambon-sur-Lignon is een gemeente in het Franse departement Haute-Loire (regio Auvergne-Rhône-Alpes). De plaats maakt deel uit van het arrondissement Yssingeaux. Le Chambon-sur-Lignon telde op 1 januari 2022 2.451 inwoners.

## Geografie
De oppervlakte van Le Chambon-sur-Lignon bedroeg op 1 januari 2022 41,71 vierkante kilometer; de bevolkingsdichtheid was toen 58,8 inwoners per km².

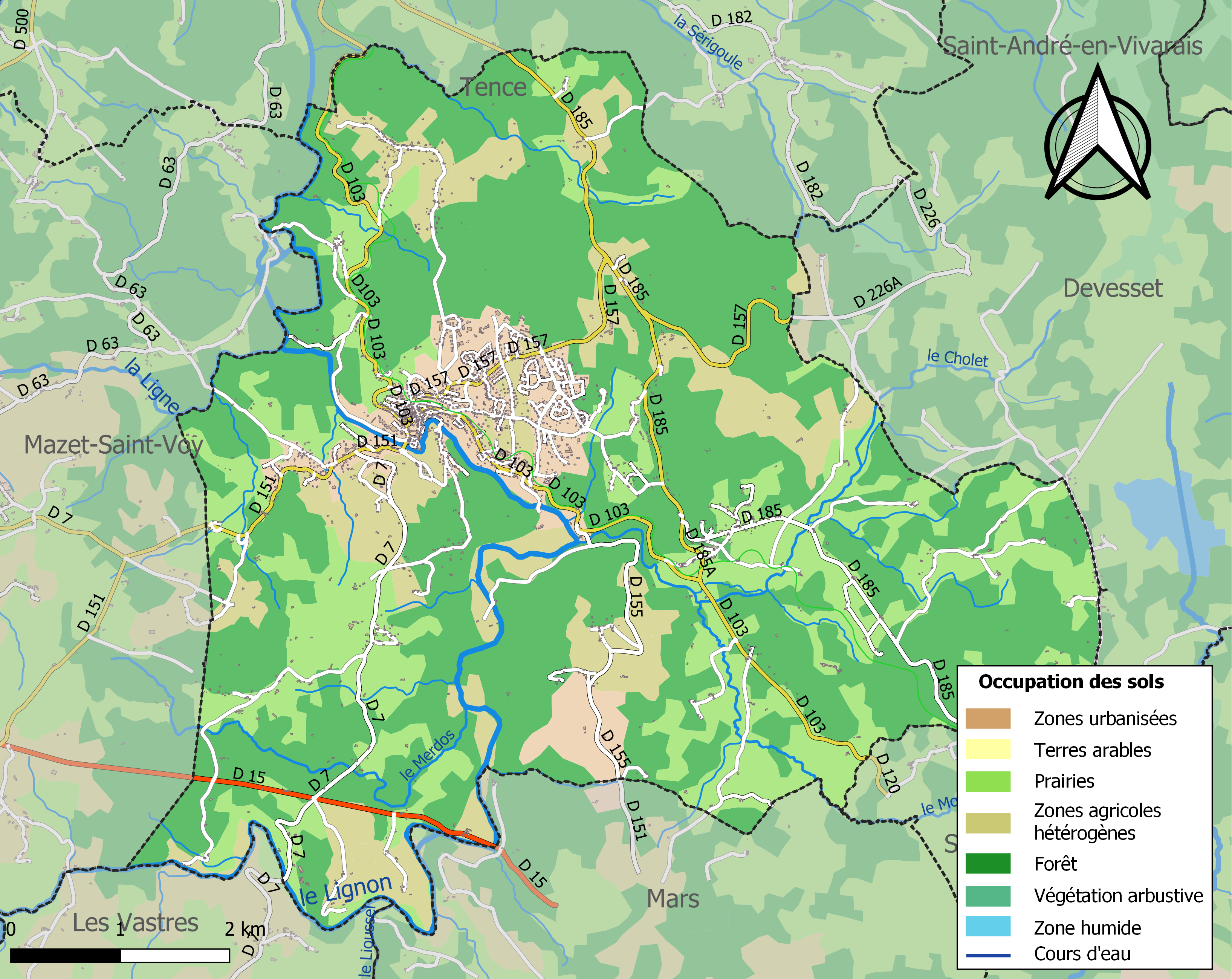
Kaart van de gemeente met de belangrijkste infrastructuur, bodemgebruik en omliggende gemeenten

## Demografie
Onderstaande figuur toont het verloop van het inwonertal (bron: INSEE-tellingen).

## Geschiedenis
Het dorp, verscholen in het berglandschap van de Cevennen, is tijdens de Hugenotenoorlogen ontstaan als wijkplaats voor de vervolgde protestanten en heeft sindsdien een traditie als toevluchtsoord voor vluchtelingen. Het is bekend geworden door de collectieve bescherming die de inwoners vanaf 1942 boden aan de Joden, die zowel door de nazi-Duitse bezetter als door de Vichy-regering vervolgd werden. Op initiatief van dominee André Trocmé, diens vrouw Magda en andere burgers, heeft men op grote schaal Joden – niet alleen eigen inwoners, maar ook van elders – laten onderduiken, niet alleen in woningen en schuren, maar zelfs in openbare gebouwen. Volgens schattingen zijn door deze hulp ca. 2.500 tot 5.000 Joden levend de oorlog doorgekomen. In 1994 is hier een Franse televisiefilm over gemaakt onder de titel La Colline aux mille enfants.
Voor hun hulp aan de onderduikers kregen 34 dorpelingen de eretitel Rechtvaardigen onder de Volkeren: André Trocmé in 1971 en de overigen, onder wie zijn vrouw, in 1984. Yad Vashem kent zulke titels altijd aan individuen toe en dus niet aan het dorp als geheel; wel kreeg het dorp in 1998 een getuigschrift.
In 1943 arriveerde de jonge Oostenrijker Eric Schwam met zijn ouders en grootmoeder in Le Chambon-sur-Lignon. Het joodse gezin was op de vlucht voor het Duitse naziregime, dat tijdens de Tweede Wereldoorlog grote delen van Europa bezette. Daarom heeft Eric Schwam in 2021 een groot bedrag, mogelijk 2 miljoen euro, geschonken aan het stadje.